# Conostigmus levifrons
Conostigmus levifrons är en stekelart som beskrevs av Jean-Jacques Kieffer 1907. Conostigmus levifrons ingår i släktet Conostigmus och familjen trefåresteklar. Inga underarter finns listade i Catalogue of Life.